# Швара
Швара (нем. Schwaara) — община в Германии, в земле Тюрингия. 
Входит в состав района Грайц. Подчиняется управлению Ам Браметаль. Население составляет 146 человек (на 31 декабря 2010 года). Занимает площадь 3,56 км².